# Патрубок
Патрубок (рос. патрубок; англ. connecting pipe, branch pipe; нім. Stutzen m, Rohransatz m, Anschlussstück n) — коротка з'єднувальна, проміжна або відвідна трубка. Є відводом від основної труби, від резервуара, з'єднує частини трубопроводу, приєднує його до чого-небудь.